# Lilian Kreutzberger
Lilian Kreutzberger (Middelburg, 6 augustus 1984) is een Nederlands kunstschilder. Zij woont en werkt in 2015 zowel in New York als in Den Haag.

## Opleiding
Tussen 2003 en 2007 studeerde Kreutzberger aan de Koninklijke Academie voor Beeldende Kunsten te Den Haag. Haar scriptie had als titel  "Afbraak van de Wederopbouw". Tussen 2011 en 2013 studeerde zij voor een Master of Fine Arts bij Parsons, een faculteit van The New School te New York.

## Werk
Kreutzberger maakt vooral grote schilderijen. Thema’s in haar werk zijn de publieke ruimte, ruimtelijke ordening, planologie en architectuur.
Bij de expositie in De Vishal in Haarlem werd gesteld dat het werk van Kreutzberger "een unheimische uitstraling bezit door de desolate ruimten die in haar atmosferische schilderijen de hoofdrol spelen."
Kreutzberger maakt ook werk die raakt aan het sculpturale, zoals in het project Engineering Hope (2013–2014) waarvoor zij onderdelen voor een fictief model voor sociale woningbouw ontwierp.. Ook maakte zij een installatie met beschilderde bloemen.
De New Yorkse architect Rietveld Architects koos Lilian Kreutzberger voor het maken van een kunstwerk voor de entreehal van het door dit bureau ontworpen Eisenhower Residence, Generaal Eisenhowerplein 5 te Rijswijk. Kreutzberger maakte daarvoor zestien tekeningen op lichtbakken die vanaf 2009 in dit gebouw hangen. Het zijn tekeningen, voornamelijk van interieurs. Bij nacht lichten de interieurs op, elk met een eigen kleurrijk levensverhaal.
In New York was zij twee jaar lang Artist in Residence bij de Eileen S. Kaminsky Family Foundation. Zij was ook Artist in residence bij Emerging Artist Fellowship in the Socrates Sculpture Park in Queens, ISCP en Eyebeam.

## Exposities
Een niet-volledig overzicht van exposities waaraan Kreutzberger deelnam:
- 2015: Space as Portraiture, groepstentoonstelling, Gemeente Museum Den Haag
- 2014: 
  - Brucennial, New York
  - Tentoonstelling met werk van de winnaars van de Buning Brongers Prijs, Museum Henriette Polak, Zutphen
- 2012: De Vishal, Haarlem[2]
- 2010: World Expo, Nederlandse paviljoen, Shanghai, China
- 2009: Expositie ter gelegenheid van de Koninklijke Prijs voor Vrije Schilderkunst, Paleis op de Dam, Amsterdam
- 2008 
  - Buning Brongers, Arti et Amicitiae, Amsterdam
  - Artictecture, Abdij van Maagdendale, Oudenaarde
  - Labo 5, Existentie, Gent, België
- 2007 
  - Seven Up, geselecteerd door Wim van Krimpen, Gemeentemuseum Den Haag
  - Uitgelicht, ABC architectuur centrum, Haarlem

## Onderscheidingen en stipendia
- 2015: Koninklijke Prijs voor Vrije Schilderkunst, nominatie 2015 (eerder werd zij al 3x genomineerd)[4], publieksprijs 2007
- 2011: Fulbright Scholarship, voor MFA aan Parsons, New School, NY
- 2011: Fonds BKVB, studiebeurs voor MFA aan Parsons, New School, NY
- 2011: Stroom, PRO Stroom Invest, Den Haag
- 2011: Hendrik Muller Fonds, voor MFA aan Parsons, New School, NY
- 2010: Fonds BKVB, startstipendium
- 2008: Buning Brongers prijs 2008
- 2008: Fonds BKVB, startstipendium